# Unam Sanctam
 (juillet 2024).
Unam Sanctam est une bulle pontificale de Boniface VIII sur l'unité de l'Église, datant du 18 novembre 1302. Cette bulle fut fulminée à l'occasion d'un concile de prélats français réunis à Rome. Elle proclamait la suprématie de l'Église sur l'État et, de ce fait, l'obligation pour toute créature humaine de se soumettre au souverain pontife.
L'authenticité de la bulle, sur laquelle ont été formulées des objections, est demeurée hors de doute[pas clair].

## Histoire
La bulle fut écrite au moment d'un dur conflit entre le pape Boniface VIII et Philippe le Bel, qui voulait s'émanciper de la tutelle de l'Église sous la gouverne du pape. Elle fait suite à la bulle Ausculta fili et à la réaction française qui lui fit suite. Boniface VIII écrivit également une bulle d'excommunication, Super Petri Solio, mais celle-ci ne fut jamais publiée.
Philippe le Bel réagit à cette bulle de manière vive : il envoie un commando s'emparer du pape à Anagni. Le pape fut arrêté en 1303 par Guillaume de Nogaret, nouveau conseiller du roi, sur les ordres de Philippe, qui voulait l'amener en France et le faire juger par un concile. Devant son arrestation, le pape se couvrit de sa tiare, prit en main sa crosse et les clefs, en disant : « Je suis pape, je mourrai pape ». Boniface est délivré par la population locale, mais ne résiste pas au choc. Il meurt un mois plus tard, à Rome, le 11 octobre 1303.
Philippe retiendra la leçon et, en 1305, après le bref règne de Benoît XI, il fait élire un pape français à sa dévotion, Bertrand de Got, archevêque de Bordeaux, qui régnera sous le nom de Clément V et sera le premier pape d'Avignon.

## Doctrine
La bulle réaffirme la nécessité d'appartenir au corps du Christ pour obtenir le salut éternel (cf. Extra Ecclesiam nulla salus). Ce document cite l'arche de Noé et la tunique du Christ en exemples. Elle critique ceux qui ont adhéré au schisme grec, en citant la parole du Christ à Pierre : Pais mes brebis (Pais = impératif du verbe paître).
De plus, elle déclare que le pouvoir temporel est exercé en relation avec le pouvoir spirituel en mentionnant la théorie médiévale des « deux glaives » : ces deux glaives sont ceux du Christ, mais seul le glaive spirituel peut gouverner le glaive temporel :
Les paroles de l'Évangile nous l'enseignent : cette puissance comporte deux glaives [...] Tous deux sont au pouvoir de l'Église, le glaive spirituel et le glaive temporel. Mais celui-ci doit être manié par l'Église, celui-là pour l'Église. [...] Le glaive doit donc être subordonné au glaive, et l'autorité temporelle à l'autorité spirituelle.
Et puisque le pape est défini comme le vicaire du Christ, la bulle écrit qu'il est nécessaire de lui être soumis :
En conséquence nous déclarons, disons et définissons qu'il est absolument nécessaire au salut, pour toute créature humaine, d'être soumise au pontife romain.
Les principales propositions sont tirées des écrits de Thomas d'Aquin et d'Hugues de Saint-Victor, et des lettres d'Innocent III. Le texte fut incorporé à l'intérieur du Corpus juris canonici. Sa rédaction fut influencée par des théologiens comme Gilles de Rome.

## Importance
La rédaction de la bulle lui donne la valeur d'une constitution apostolique. Sans introduire rien de radicalement nouveau en matière doctrinale, elle se présente comme un exposé des principes qui règlent les rapports entre le pouvoir spirituel de l'Église et les pouvoirs temporels.
Sa notoriété vient de son caractère général, de l'ampleur de ses considérants et de sa conclusion solennelle, selon la clausule officielle des énoncés dogmatiques :
En conséquence nous déclarons, disons et définissons qu'il est absolument nécessaire au salut, pour toute créature humaine, d'être soumise au pontife romain.
À travers cette formule, c'est en pratique la vision catholique du monde qui est définie : toute réalité humaine, personnelle ou collective, entre dans le processus de sanctification. Par ce fait même, elle relève de l'autorité de l'Église. Aucun domaine ne peut être mis à part ; l'indépendance des réalités terrestres, en particulier de l'ordre politique, est niée, quoique l'autonomie soit sauvegardée.
Cette bulle est souvent citée en référence dans les discussions sur l'autorité de l'Église et du siège apostolique. Elle a en outre figuré dans les références théologiques de la déclaration Dominus Iesus.

## Édition et traduction

### Version latine
Bonifacius episcopus, servus servorum Dei. Ad perpetuam rei memoriam. Unam sanctam ecclesiam catholicam, et ipsam Apostolicam, urgente fide, credere cogimur et tenere, nosque hanc firmiter credimus, et simpliciter confitemur, extra quam nec salus est, nec remissio peccatorum, sponso in canticis proclamante, «Una est columba mea perfecta mea, una est matris sue, electa genitricis sue, [Ct 6, 8]» que unum corpus misticum representat, cujus corporis capud Christus, Christi vero Deus, in qua unus Dominus, una fides, et unum baptisma. Una nempe fuit, diluvii tempore, archa Noe, unam ecclesiam prefigurans, que in uno cubito consumata, unum Noe videlicet gubernatorem habuit, et rectorem, extra quam omnia subsistentia super terram legimus fuisse deleta. Hanc autem veneramur et unicam, dicente Domino in propheta, «Erue a framea, Deus animam meam, et de manu canis unicam meam [Ps 21, 21].» Pro anima enim id est pro se ipso capite, simul oravit, et corpore, quod corpus, unicam scilicet ecclesiam nominavit, propter sponsi, fidei, sacramentorum, et caritatis ecclesie unitatem. Hec est tunica illa Domini inconsutilis, que scissa non fuit, sed sorte provenit. Igitur ecclesie unius et unice, unum corpus, unum capud, non duo capita quasi monstrum, Christus scilicet, et Christi vicarius, Petrus, Petrique successor, dicente Domino ipsi Petro, «Pasce oves meas,[Jo 21, 17]» meas inquit, et generaliter, non singulariter has vel illas, per quod commisisse sibi intelligitur universas. Sive ergo Greci sive alii se dicant Petro ejusque successoribus non esse commissos fateantur, necesse est se de ovibus Christi non esse, dicente Domino in Johanne, unum ovile, unum et unicum esse pastorem. In hac ejusque potestate duos esse gladios, spiritualem videlicet et temporalem, evangelicis dictis instruimur. Nam dicentibus Apostolis, « Ecce gladii duo hic [Lc 22, 38]» in ecclesia scilicet cum Apostoli loquerentur, non respondit Dominus nimis esse, sed satis. Certe qui in potestate Petri temporalem gladium esse negat, male verbum attendit Domini proferentis: «Converte gladium tuum in vaginam [Jo 18, 11].» Uterque ergo in potestate Ecclesie spiritualis scilicet gladius, et materialis, sed is quidem pro ecclesia, ille vero ab ecclesia exercendus, ille sacerdotis, is manu regum et militum, sed ad nutum, et patientiam sacerdotis. Oportet autem gladium esse sub gladio et temporalem auctoritatem spirituali subici potestati. Nam cum dicat Apostolus, «Non est potestas nisi a Deo, que autem a Deo sunt, ordinata sunt [Rom 13, 1]», non ordinata essent, nisi gladius esset sub gladio, et tanquam inferior reduceretur per alium in supprema. Nam secundum beatum Dyonisium, lex divinitatis est, infima per media, in supprema reduci. Non ergo secundum ordinem universi, omnia eque, ac immediate, sed infima per media, inferiora per superiora, ad ordinem reducuntur. Spiritualem autem, et dignitate, et nobilitate, terrenam quamlibet precellere potestatem, oportet tanto clarius nos fateri, quanto spiritualia temporalia antecellunt: quod etiam ex decimarum datione, et benedictione, et sanctificatione, ex ipsius potestatis acceptione, ex ipsarum rerum gubernatione, claris oculis intuemur. Nam veritate testante, spiritualis potestas terrenam potestatem instituere habet, et judicare, si bona non fuerit. Sic de ecclesia, et ecclesiastica potestate, verificatur vaticinium Jeremie: «Ecce constitui te hodie, super gentes et regna, [Jr 1, 10]» et cetera que secuntur. Ergo si deviat terrena potestas, judicabitur a potestate spirituali, sed si deviat spiritualis minor, a suo superiori. Si vero supprema a solo Deo, non ab homine poterit judicari, testante Apostolo : «Spiritualis homo judicat omnia, ipse autem a nemine judicatur [1Cor 2, 15].» Est autem hec auctoritas, etsi data sit homini et exerceatur per hominem, non humana, sed potius divina potestas, ore divino Petro data, sibique, suisque successoribus in ipso Christo, quem confessus fuit petra firmata, dicente Domino ipsi Petro, «Quodcumque ligaveris [Mt 16, 19]» et cetera. Quicumque igitur huic potestati a Deo sic ordinate resistit, Dei ordinationi resistit, nisi duo sicut Maniceus fingat esse principia, quod falsum, et hereticum judicamus. Quia testante Moyse, non in principiis, sed in principio, celum Deus creavit et terram. Porro subesse Romano Pontifici, omni humane creature declaramus, dicimus, et diffinimus omnino esse, de necessitate salutis. Datum Laterani, XIV kalendas decembris, anno octavo.

### Traduction française
Pour la mémoire perpétuelle de la chose. En une sainte église catholique, et apostolique, sous la pression de la foi, nous sommes forcés de croire et de tenir, et nous croyons en elle fermement, et nous l’avouons simplement, en dehors de laquelle il n’y a point de salut, ni rémission des péchés, l’époux proclamant dans les cantiques : Unique est ma colombe, ma parfaite. Elle est l’unique de sa mère, la préférée de celle qui l’enfanta [Ct 6,9]  qui représente le corps mystique, corps dont la tête est le Christ et Dieu [est la tête] du Christ, en laquelle [Église] un seul Seigneur, une seule foi et un seul baptême. Il y eut assurément une seule, au temps du déluge, arche de Noé, préfigurant une seule Église, qui fut achevée [selon les mesures] d’une seule couche, elle eu un seul pilote et capitaine, à savoir Noé, en dehors de laquelle nous lisons que toute existence sur terre a été détruite. Or nous la vénérons, elle unique, Dieu disant par le prophète Délivre de l’épée mon âme, de la patte du chien ma personne [Ps 22 (21), 21]. Il a en effet prié à la fois pour son âme, c’est-à-dire pour lui-même la tête, et à la fois pour son corps, corps qu’il désigne comme unique, c’est-à-dire Église, à cause de l’unité de l’époux, de la foi, des sacrements et de la charité de l’Église. Elle est la tunique sans couture du Seigneur, qui ne fut pas séparée, mais tirée par le sort. C’est pourquoi d’une Église et unique un seul corps, une seule tête, et non deux tête comme un monstre, à savoir le Christ, et le vicaire du Christ, Pierre, et le successeur de Pierre, le Seigneur disant à Pierre : Pais mes brebis [Jn 21, 17], il dit « mes », et au général, et non particulièrement celles-ci ou celles-là, pour qu’on comprenne qu’il les lui confie toutes. Donc si les Grecs ou d’autres disent et avouent qu’ils n’ont pas été confiés à Pierre et ses successeurs, ils ne sont nécessairement pas des brebis du Christ, le Seigneur disant dans [l’Évangile] de Jean : un seul troupeau, un seul et unique pasteur [Jn 10, 16]. Dans ce pouvoir, qui est le sien, nous sommes instruits par les dites Évangiles qu’il y a deux glaives, à savoir spirituel et temporel. Car les Apôtres en disant Voici deux épées [Lc 22,38], alors qu’ils parlent dans l’Église, le Seigneur ne répond pas que c’est trop, mais assez. Celui qui refuse le glaive dans le pouvoir de Pierre, comprend mal la parole du Seigneur qui dit rentre le glaive dans le fourreau [Jn 18,11]. Il y a donc deux glaives dans le pouvoir de l’Église le spirituel et le matériel, mais celui-ci doit s’exercer pour l’Église, celui-là par l’Église, celui-là par la main du prêtre, celui-ci des rois et des chevaliers, à l’assentiment cependant et à la patience du prêtre. Il faut donc que le glaive soit sous le glaive et que l’autorité temporelle soit soumis au pouvoir spirituel. Quand l’Apôtre dit Il n’y a point d’autorité qui ne vienne de Dieu, et celles qui existent sont constituées par Dieu [Rom 13, 1], elles n’auraient été constituées, si le glaive n’était pas sous le glaive, et s’il n’était ramené comme inférieur par un autre vers les hauteurs. Car selon Saint Denis, la loi de la divinité est de ramener le plus bas par des choses médianes vers le supérieur. Ce n'est pas selon l'ordre de l'univers que toutes choses doivent arriver à leur fin d'une manière égale et directement, mais le plus bas par le médiocre et l'inférieur par le supérieur. Or que le pouvoir spirituel par sa dignité et sa noblesse, bien que terrestre, doit exceller, il nous faut l’avouer d’autant plus clairement que le spirituel précède le temporel : ce que, par le don de la décime, par la bénédiction, par la sanctification, par l’acceptation de ce pouvoir, par le gouvernement de ces choses, nous voyons clairement. Car, au témoignage de la vérité, le pouvoir spirituel peut instituer le pouvoir terrestre et le juger, s’il n’a pas été bon. Ainsi sur l’Église et le pouvoir ecclésiastique, la prédiction de Jérémie atteste : Vois ! Aujourd’hui même je t’établis sur les nations et sur les royaumes [Jr 1, 10] et le reste qui suit aussi. Donc, si le pouvoir terrestre dévie, il sera jugé par le pouvoir spirituel, mais si un pouvoir spirituel inférieur dévie, il le sera par son supérieur. Mais si le plus haut est jugé par Dieu seul, il ne peut l’être par l’homme, l’Apôtre témoignant l’homme spirituel juge de tout, et lui-même n’est jugé par personne [1Cor 2, 15]. Or cette autorité, même si elle est donnée à l’homme et est exercée par l’homme, n’est pas humaine, mais plutôt un pouvoir divin, donné par la bouche divine à Pierre, à lui et à ses successeurs dans le Christ même, qu’il a confessé, lui, la pierre ferme, quand le Seigneur dit à Pierre Tout ce que tu as lié etc. [Mt 16,19]. C’est pourquoi, quiconque résiste à ce pouvoir ainsi constitué par Dieu, résiste à l’ordonnancement de Dieu, à moins qu’il n’imagine comme Manès qu’il y ait deux principes, ce que nous jugeons faux et hérétique. Puisque, Moise l’attestant, ce n’est pas dans des principes, mais au principe, que Dieu créa le ciel et la terre. Il est de nécessité de salut de croire que toute créature humaine est soumise au pontife romain : nous le déclarons, l'énonçons et le définissons. Donné au Latran, le 14 avant les calandes d'octobre, la huitième année [du pontificat]